# Jiang Lin
Jiang Lin (chiń. 姜林 ur. 23 października 1981) – chiński łucznik sportowy. Brązowy medalista olimpijski z Pekinu.
Startował w konkurencji łuków klasycznych. Zawody w 2008 były jego jedynymi igrzyskami olimpijskimi. Po brąz sięgnął w drużynie, tworzyli ją również Li Wenguan i Xue Haifeng.